# Eisbrecher
«Eisbrecher» (нім. «Криголам») — німецький Neue Deutsche Härte колектив, заснований 2003 року колишніми учасниками гурту Megaherz Алексом Вессельскі та Йоханом Зайбертом (Noel Pix).

## Лідери гурту

### Алекс Вессельскі

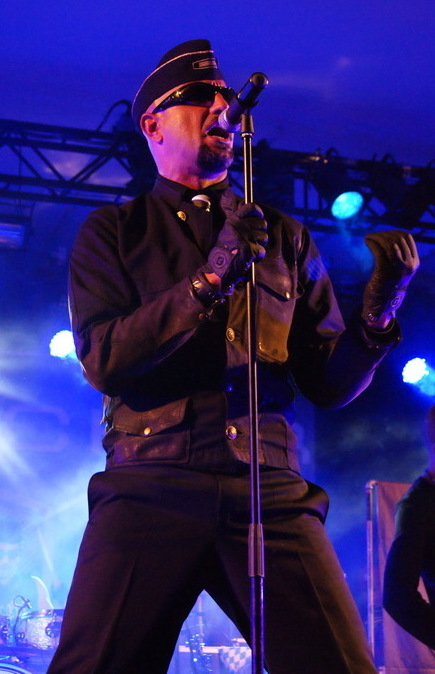
Алекс Вессельські, 2010

Алекс Вессельскі (нім. Alexx Wesselsky) (тексти, вокал) — співак, лірик гурту Eisbrecher. Свою музичну кар'єру почав з простої причини — щоб було легше знайомитися з дівчатами.
В 1993 році заснував гурт Megaherz, який залишив у 2002 році з причини особистих й творчих розбіжностей. Окрім свого гурту Алекс співпрацював з різними проєктами, як співак і автор текстів. Записував пісні для аніме разом із Ноелем Піксом (наприклад, для «Покемонів» пісні «Pokemon Welt» і «Was für ein Pokemon bist du»).
Цитата: «Я ніколи ще не заробляв стільки грошей за такий короткий час».
Бажання зайнятися чим-небудь новим, наприклад, створити щось нове без загальноприйнятих рамок важкої музики знову звело його з Ноелем, разом музиканти «поставили на ноги» проект Eisbrecher. Алекс запам'ятовується не тільки своєю гладкою блискучою лисиною, але й глибоким, і разом з тим таємно хвилюючим голосом. Але особливо він виділяється своїм акторським талантом. Ніхто до нього ще не зміг так зачарувати публіку, організувати шоу, якому нема рівних. При цьому, все це — без світлових і піротехнічних спецефектів.

### Ноель Пікс
Ноель Пікс (нім. Noel Pix) — програмування, гітара, синтез. Ноель Пікс — музикант, француз по батьку. Веселий мюнхенець працював композитором й ді-джеєм в різних успішних звукозаписуючих компаніях (наприклад, B.O.P.).
Після співпраці з Gun і Faray стає знаменитим на естраді. В Німеччині його знають і люблять під іменем DJ Housmaster Kinky. При цьому він також гітарист грози німецької важкої музики — групи Megaherz. Музикант з таким широким колом інтересів випустив в 1998 році альбом, назва якого говорить сама за себе: «Вбивця кохання». На концертах від Ноеля виходить особлива енергія. У своєму ексцентричному наряді разом з танцівницями він буквально парить над сценою. Його хобі — катання на ковзанах, сноуборд, ролики і, не в останню чергу, організація вечірок — надають йому необхідну для творіння енергію і елегантний стиль танцю. В процесі співпраці з Andy Knote в світ виходять танцювальні композиції, які піднімають настрій: лише послухайте «Chicci Chicci. Chicci Chicci» і Ви будете почувати себе набагато краще. При роботі над альбомом «Дігімон» Ноель виступив яко співак, гітарист, автор музики і текстів пісень.

## Учасники
- Алекс Вессельські — вокал (2003–понині)
- Ноель Пікс — електрогітара, програмування (2003–понині)
- Юрген Плангер — ритм-гітара (2007–понині)
- Домінік Палмер — бас-гітара (2010–понині)
- Макс «Максіматор» Шоер — клавішні, програмування (2003–понині)
- Ахім Фарбер — ударні (2011–понині)

### Колишні учасники
- Фелікс Праймс — ритм-гітара (2003—2007)
- Мафкд Бехнке — бас-гітара (2003—2007)
- Мартін Мотнік — бас-гітара (2007—2008)
- Оллі Пол — бас-гітара (2008—2010)
- Рене Грайл — ударні (2003—2011)

## Дискографія

### Студійні альбоми
- 2004: Eisbrecher
- 2006: Antikörper
- 2008: Sünde
- 2010: Eiszeit
- 2012: Die Hölle muss warten
- 2015: Schock
- 2017: Sturmfahrt
- 2020: Schicksalsmelodien
- 2021: Liebe Macht Monster

### Сингли
- Mein Blut (2003)
- Fanatica (2003)
- Leider (2006)
- Leider/Vergissmeinnicht (2006)
- Vergissmeinnicht (2006)
- Kann denn Liebe Sünde sein? (2008)
- Eiszeit (2010)
- Die Hölle muss warten (2011)
- Prototyp (2012)
- Miststück 2012 (2012)

### Відеокліпи
- Schwarze Witwe (2003)
- Herz steht still (2003)
- Vergissmeinnicht (2006)
- Eiszeit (2010)
- Verrückt (2012)
- Die Hölle muss warten (2012)
- Zwischen uns (2015)